# Lucrécia de Médici
Lucrezia Maria Romola de' Medici (Florença, 4 de agosto de 1470 – Florença, entre 10 e 15 de novembro de 1553) foi uma nobre italiana, a filha mais velha de Lourenço, o Magnífico e de Clarice Orsini e mãe de Maria Salviati e de Giovanni Salviati. Um retrato seu quando era recém-nascida foi usado como a imagem do Menino Jesus no quadro Madonna del Magnificat de Sandro Botticelli.

## Biografia
Lucrezia foi a filha mais velha de Lourenço de Médici e de Clarice Orsini. Dois membros da sua família direta, o seu irmão mais novo, João, e o seu primo, Júlio, foram eleitos Papas (Leão X e Clemente VII respectivamente) e o seu irmão mais novo, Pedro foi senhor de Florença, tendo, no entanto perdido o controlo da cidade. Como é o caso de grande parte das mulheres da família Médici, pouco se sabe sobre os seus primeiros anos de vida.
Lucrezia casou em fevereiro de 1488 com Jacopo Salviati, levando 2.000 florins de dote para o casamento. Quando os seus irmãos foram exilados de Florença, ela ficou numa posição difícil, uma vez que Jacopo apoiava os novos governantes. Em agosto de 1497, Lucrezia gastou 3.000 ducados para apoiar uma conspiração para devolver o poder ao seu irmão Pedro. Quando este falhou, os homens que participaram foram executados. Porém, Francesco Valori, o líder de Florença, não foi capaz de ferir uma mulher. Lucrezia continuou a trabalhar para reunir apoio para a família Médici, incluindo negociar o casamento da sua sobrinha, Clarice de Médici (1493-1528) com Filippo Strozzi, O Novo, contra os desejos dos líderes de Florença. Quando o seu irmão, João, regressou a Florença em 1512, pediu conselhos às suas irmãs sobre como deveria constituir um Governo.
Em março de 1513, o seu irmão tornou-se o Papa Leão X e a família Médici celebrou durante vários dias em Florença. Lucrezia e os seus irmãos ofereceram prendas e dinheiro à multidão que se juntou no palácio da família. Em 1514, o Papa Leão tinha esgotado de tal forma o tesouro do Vaticano que se viu obrigado a empenhar a tiara papal (que valia 44.000 ducados) a Lucrezia e ao seu marido. Lucrezia começou a ter disputas públicas com a sua cunhada, Alfonsina Orsini, que estava empenhada em elevar o seu filho, Lorenzo, de capitão general a duque. Lucrezia e o marido preferiam que Florença tivesse um governo plural e não que o poder estivesse concentrado numa só pessoa.
O Papa Leão nomeou o filho de Lucrezia, Giovanni, cardeal em 1517. Lucrezia geriu a casa e os negócios do filho em seu nome a partir de 1524, em especial quando ele viajava com a comitiva papal. Ela usou esta influência para promover as causas dos Médici em Roma. Lucrezia estava com o Papa Leão X quando ele morreu.
Em 1527, quando os Médici voltaram a ser exilados de Florença, Jacopo foi preso por Carlos V, o Imperador do Sacro Império Romano-Germânico, tal como o primo de Lucrezia, o Papa Clemente VII. Lucrezia reuniu dinheiro para resgatar o seu marido. Lucrezia e o marido não concordaram com a decisão de Clemente VII de casar a sua sobrinha-neta, Catarina de Médici com o futuro rei Henrique II de França, afirmando que uma herdeira tão importante da família Médici devia casar-se com um italiano.
Jacopo morreu em 1533. Lucrezia viveu mais 20 anos após a sua morte. Desconhece-se a data exata da morte de Lucrezia, mas estima-se que ela tenha morrido entre 10 e 15 de novembro de 1553, com 83 anos de idade.